# 日本の中学校一覧
| 総数                            | 9,882校    |
| 国立                            | 68校       |
| 公立                            | 9,033校    |
| 私立                            | 781校      |
| 文部科学省所在地                | 〒100-8959 |
| 東京都千代田区霞が関3丁目2番2号 |            |
| 公式サイト                      | 文部科学省 |

日本の中学校一覧（にほんのちゅうがっこう いちらん）は、日本の中学校における学校記事一覧。

## 地域別の一覧

### 北海道地方
- 北海道中学校一覧

### 東北地方
- 青森県中学校一覧
- 岩手県中学校一覧
- 秋田県中学校一覧
- 宮城県中学校一覧
- 山形県中学校一覧
- 福島県中学校一覧

### 関東地方
- 茨城県中学校一覧
- 栃木県中学校一覧
- 群馬県中学校一覧
- 埼玉県中学校一覧
- 千葉県中学校一覧
- 東京都中学校一覧
- 神奈川県中学校一覧

### 中部地方
- 新潟県中学校一覧
- 富山県中学校一覧
- 石川県中学校一覧
- 福井県中学校一覧
- 山梨県中学校一覧
- 長野県中学校一覧
- 岐阜県中学校一覧
- 静岡県中学校一覧
- 愛知県中学校一覧

### 近畿地方
- 三重県中学校一覧
- 滋賀県中学校一覧
- 京都府中学校一覧
- 大阪府中学校一覧
- 兵庫県中学校一覧
- 奈良県中学校一覧
- 和歌山県中学校一覧

### 中国地方
- 鳥取県中学校一覧
- 島根県中学校一覧
- 岡山県中学校一覧
- 広島県中学校一覧
- 山口県中学校一覧

### 四国地方
- 徳島県中学校一覧
- 香川県中学校一覧
- 愛媛県中学校一覧
- 高知県中学校一覧

### 九州地方
- 福岡県中学校一覧
- 佐賀県中学校一覧
- 長崎県中学校一覧
- 熊本県中学校一覧
- 大分県中学校一覧
- 宮崎県中学校一覧
- 鹿児島県中学校一覧
- 沖縄県中学校一覧